# Генов, Николай Леонидович
Никола́й Леони́дович Гено́в (бел. Мікалай Леанідавіч Геноў; 3 января 1930, Полоцк, БССР, СССР — 22 февраля 2002, Новополоцк, Беларусь) — советский и белорусский тренер, основатель новополоцкой школы воднолыжного спорта.

## Биография
Родился 3 января 1930 года в Полоцке, в семье рабочего.
Окончив 3 класса из-за начавшейся Великой Отечественной войны был эвакуирован в посёлок Новая Письмянка, Бугульминский район Татарской АССР, где работал в колхозе вместе с матерью. В 1944 году вернулся на родину, поступил учеником в радиомастерскую. В 1951 году (по другим данным, в 1950 году) призван в армию, служил на Северном военном флоте. С 1959 года работал крановщиком на 12-тонном пневмокране К-123 в Новополоцке.
Страдая от болезни Бехтерева, решил заняться спортом. Один из организаторов физкультурного движения в Новополоцке (занимался организацией соревнований, создал группу по акробатике, собрал хоккейную команду), основатель воднолыжной школы имени Ю. А. Гагарина (во время отдыха в Евпатории в 1965 году познакомился с водными лыжами, вернувшись домой смастерил лыжу сам, и уже 19 мая 1968 г. принят устав клуба новополоцких воднолыжников). Первым из новополоцких тренеров получил звание «Заслуженный тренер БССР» (1980).
22 февраля 2002 года погиб в автомобильной катастрофе.. Посмертно награждён медалью «За заслуги» (2003).

## Семья
Два сына — Аркадий и Владимир, оба заслуженные тренеры Беларуси по водным лыжам.

## Награды
Звание «Заслуженный тренер БССР» (1980). За большой вклад в строительство Новополоцка увековечен орденом «Знак Почёта» (1967). Имеет почётный знак «За развитие физической культуры и спорта в Республике Беларусь» (2000). В 2003 году посмертно присвоено звание «Почётный гражданин города Новополоцка».

## Память
В 2003 году Министерство спорта и туризма Республики Беларусь присвоило СДЮШОР по воднолыжному спорту г. Новополоцка имя Н. Л. Генова. Начиная с 2003 года в Новополоцке проходит международный турнир памяти Н. Л. Генова с участием спортсменов из разных стран мира, одна из улиц города названа его именем. В этом же году ему посмертно присвоено звание «Почётный гражданин города Новополоцка».
В 2004 году открыта мемориальная доска, посвящённая памяти Н. Л. Генова. В 2016 году к 50-летию школы вышла книга «Яркий след на земле и воде», посвящённая Николаю Леонидовичу.